# Germán Llanes
Germán Antonio Llanes (Cañada Seca, 27 de mayo de 1968) es un exrugbista argentino que se desempeñaba como segunda línea. Fue internacional con los Pumas de 1990 a 2000.

## Selección nacional
Luis Gradín lo convocó a los Pumas en octubre de 1990 y debutó contra el XV del Trébol. Llanes rápidamente se ganó la titularidad y reemplazó generacionalmente a los destacados Eliseo Branca y Gustavo Milano.
Con la llegada del neozelandés Alex Wyllie y una transformación del juego argentino, el kiwi lo apartó del seleccionado: prefiriendo al joven Carlos Fernández Lobbe, Raúl Pérez y la promesa estrella Alejandro Allub. Con Wyllie disputó la Copa Latina 1995 y la de 1997.
Marcelo Loffreda fue el último que lo seleccionó, prefirió a Pablo Bouza y al joven Patricio Albacete. Jugó su última prueba versus Australia en junio de 2000, en total disputó 42 partidos y marcó un try.

### Participaciones en Copas del Mundo
Gradín lo llevó a Inglaterra 1991 como titular, se alineó con Pedro Sporleder y jugó ante los Wallabies y los Dragones rojos.
Alejandro Petra lo seleccionó para Sudáfrica 1995 como titular indiscutido y lo formó junto a Sporleder. Jugó frente a la Rosa, Samoa y la Azzurri.
| Mundial                       | Sede       | Resultado      | PJ | Tries |
| ----------------------------- | ---------- | -------------- | -- | ----- |
| Copa Mundial de Rugby de 1991 | Inglaterra | Fase de grupos | 2  | 0     |
| Copa Mundial de Rugby de 1995 | Sudáfrica  | Fase de grupos | 3  | 0     |

## Palmarés
- Campeón del Torneo Sudamericano de 1991, 1993
- Campeón del Desafío Yves du Manoir de 2002.
- Campeón del Torneo de la URBA de 1995.